# Ochrona ścisła
Ochrona ścisła – sposób ochrony całości lub części terenu rezerwatu przyrody lub parku narodowego polegający na nieingerowaniu w naturalne procesy i zabezpieczeniu przed wpływami zewnętrznymi. W ochronie gatunkowej roślin, grzybów lub zwierząt status ochronny, przy którym zezwolenia na ewentualne odstępstwa od zakazów może udzielić wyłącznie Generalny Dyrektor Ochrony Środowiska.